# Guerra dos Seis Dias
A Guerra dos Seis Dias (em hebraico: מלחמת ששת הימים, Milhemet Sheshet Ha Yamim; em árabe: النكسة, an-Naksah, 'O Revés' ou حرب ۱۹٦۷, Ḥarb 1967, 'Guerra de 1967'), também conhecida como Guerra de Junho de 1967 ou Guerra árabe-israelense de 1967 ou ainda Terceira Guerra Árabe-Israelense, foi o conflito que envolveu Israel e os países árabes — Síria, Egito, Jordânia e Iraque apoiados pelo Kuwait, Arábia Saudita, Argélia e Sudão — entre 5 e 10 de junho de 1967.
As hostilidades militares eclodiram em meio às relações tensas entre Israel e seus vizinhos árabes, que vinham observando os Acordos de Armistício de 1949, assinados ao final da Primeira Guerra Árabe-Israelense. Em 1956, as tensões regionais em torno do Estreito de Tiran (que dá acesso a Eilat, um porto no extremo sudeste de Israel) escalaram no que ficou conhecido como a Crise de Suez, quando Israel invadiu o Egito após o fechamento egípcio das rotas marítimas para navios israelenses, resultando na reabertura do Estreito de Tiran para Israel e na implantação da Força de Emergência das Nações Unidas (UNEF) ao longo da fronteira entre Egito e Israel. Nos meses anteriores ao início da Guerra dos Seis Dias, em junho de 1967, as tensões voltaram a atingir níveis perigosamente elevados: Israel reiterou sua posição pós-1956 de que um novo fechamento do Estreito de Tiran ao transporte marítimo israelense seria um claro casus belli. Em maio de 1967, o presidente egípcio Gamal Abdel Nasser anunciou que o Estreito de Tiran seria novamente fechado para navios israelenses. Ele subsequentemente mobilizou as forças militares egípcias em linhas defensivas ao longo da fronteira com Israel e ordenou a retirada imediata de todo o pessoal da UNEF.
Em 5 de junho de 1967, enquanto a UNEF ainda estava em processo de retirada da zona, Israel lançou uma série de ataques aéreos contra bases aéreas egípcias e outras instalações, no que ficou conhecido como Operação Foco. As forças egípcias foram pegas de surpresa e quase todos os aviões militares do Egito foram destruídos, dando a Israel supremacia aérea. Simultaneamente, o exército israelense lançou uma ofensiva terrestre na Península do Sinai e na Faixa de Gaza, na época ocupada pelo Egito. Após alguma resistência inicial, Nasser ordenou a evacuação do Sinai; no sexto dia do conflito, as forças armadas israelenses já ocupava toda a Península. A Jordânia, que havia firmado um pacto de defesa com o Egito uma semana antes do início da guerra, não assumiu um papel ofensivo total contra Israel, mas lançou ataques contra as forças israelenses para retardar seu avanço. No quinto dia, a Síria entrou na guerra, bombardeando posições israelenses no norte.
Egito e Jordânia concordaram com um cessar-fogo em 8 de junho, e a Síria em 9 de junho, sendo o acordo assinado com Israel em 11 de junho. A Guerra dos Seis Dias resultou em mais de 15 mil mortes árabes, enquanto Israel sofreu menos de mil baixas. Além das baixas militares, houve a morte de 20 civis israelenses em ataques aéreos árabes contra Jerusalém, quinze soldados da forças de paz da ONU mortos por ataques israelenses no Sinai no início da guerra e 34 militares dos Estados Unidos mortos no incidente com o USS Liberty, quando a força aérea israelense atingiu um navio de pesquisa técnica da Marinha norte-americana.
No momento da cessação das hostilidades, Israel havia ocupado as Colinas de Golã (Síria), a Cisjordânia, incluindo Jerusalém Oriental (Jordânia), e a Península do Sinai e a Faixa de Gaza (Egito). O deslocamento de populações civis em decorrência da Guerra dos Seis Dias teria consequências de longo prazo, com aproximadamente 280 a 325 mil palestinos e 100 mil sírios fugindo ou sendo expulsos da Cisjordânia e das Colinas de Golã, respectivamente. Nasser renunciou envergonhado após a vitória de Israel, mas foi reconduzido ao cargo após uma série de protestos no Egito. No rescaldo do conflito, o Egito fechou o Canal de Suez de 1967 a 1975. Já Israel saiu fortalecido da guerra, tendo derrotado seus rivais geopolíticos locais e garantido sua supremacia militar na região, fortalecendo seu Estado e garantindo sua independência.

## Resumo
Em 16 de maio de 1967, o Egito declarou estado de alerta, realizou grandes movimentos de tropas no deserto do Sinai e exigiu a saída das forças de segurança da Organização das Nações Unidas (ONU), que estão lá desde 1957. Também impôs o bloqueio do Estreito de Tiran que dá acesso ao Mar Vermelho, via Golfo de Aqaba, aos navios israelenses. Israel considerou o bloqueio um ato de guerra que violou o direito internacional. Diante desse bloqueio, dos comentários belicistas dos líderes árabes e da mobilização dos exércitos árabes, Israel decidiu lançar um ataque preventivo aéreo e terrestre, em 5 de junho de 1967, contra o Egito ao sul. Israel pediu à Jordânia, por meio de canais diplomáticos, que permanecesse neutra, mas esta atacou Israel desde o primeiro dia. Após o sucesso relâmpago no Sinai, Israel lançou um contra-ataque contra a Jordânia e, em 9 de junho, contra a Síria nas colinas de Golã.
Depois de seis dias de combates, novas linhas de cessar-fogo substituíram as antigas, com a Cisjordânia, a Península do Sinai, a Faixa de Gaza e as Colinas de Golã ficando sob controle israelense (ver Territórios Palestinos Ocupados). A navegação dos navios israelenses pelo Estreito de Tiran foi assegurada e Jerusalém, que estava dividida entre Israel e a Jordânia desde 1949, restou reunificada e sob controle israelense.
O crescimento das tensões entre os países árabes e Israel, em meados de 1967, levou ambos os lados a mobilizarem as suas tropas. O conflito de fato se iniciou quando a força aérea israelense lançou um ataque preventivo contra as bases da força aérea egípcia no Sinai (Operação Foco). Israel alegou que o Egito se preparava para fazer a guerra contra a sua nação. Se os países árabes realmente estavam se mobilizando para avançar contra os israelenses ou se suas preparações eram meras medidas defensivas, ainda é assunto de debates e controvérsia até os dias atuais.

## Situação geoestratégica anterior ao conflito (1956–1967)

O premiê Levy Eshkol com os generais Yitzhak Rabin, Chefe do Estado-Maior, e Israel Tal, comandante do Corpo Blindado, no Negev no prelúdio da guerra, em maio de 1967.

Nos anos seguintes à crise de Suez, a tensão entre os países árabes e Israel havia aumentado perigosamente. Contribuíram para isso vários fatores, entre os quais:
1. A instalação de governos nacionalistas em países árabes (Síria e Iraque), em substituição à dominação colonial europeia. Era uma época em que o pan-arabismo (união de todos os países árabes) estava em ascensão. O Egito e a Síria uniram-se na República Árabe Unida (R.A.U.), e o presidente egípcio Gamal Abdel Nasser tentava usar a luta comum contra Israel como um fator de aglutinação dos povos árabes sob o seu comando;
2. A formação de movimentos de resistência palestinianos como a Organização de Libertação da Palestina (OLP), chefiada por Ahmed Shukairi e posteriormente por Yasser Arafat, que passaram a atuar de forma cada vez mais agressiva contra o estado judeu. A contínua repetição de episódios de confronto, principalmente ao longo da fronteira de Israel com seus vizinhos, criaram uma situação de atrito constante;
3. A Faixa de Gaza era administrada pelo Egito (R.A.U.), e a Cisjordânia era parte do território do Reino Hachemita da Transjordânia, cujos governos faziam vistas grossas para as ações da OLP e grupos menores. O Egito formalizou pactos militares de defesa mútua com a Síria, a Jordânia e o Iraque. Egito e Síria estabelecem, em 1966, um pacto de defesa — uma aliança militar que os comprometia reciprocamente em caso de guerra que implicasse um dos dois países;
4. Em 18 de maio de 1967, o ditador egípcio Nasser exigiu do secretário-geral das Nações Unidas, o birmanês U Thant, a retirada das Forças de Paz da ONU que faziam a separação entre os israelenses e egípcios na fronteira. O secretário-geral aceitou as exigências e determinou a retirada dos "capacetes azuis", o que possibilitou a concentração de tropas egípcias frente às tropas israelenses na fronteira;
5. Na sequência, em 22 de maio, Nasser ordenou o fechamento do estreito de Tiran para os navios israelenses e para todos os que tivessem Israel como destino ou origem, interrompendo o fluxo comercial de Israel pelo mar Vermelho em uma estratégia de asfixia econômica.

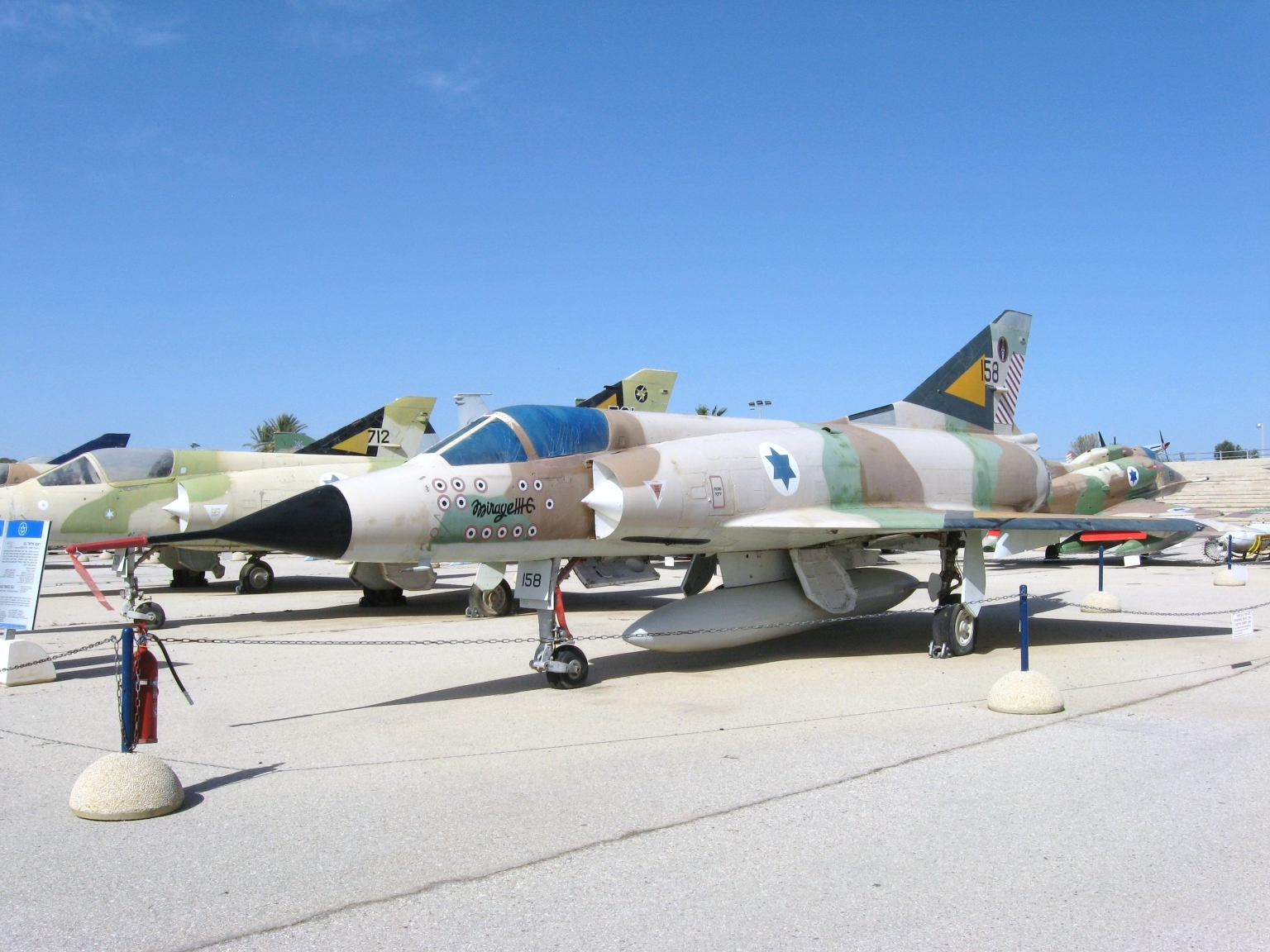
Caças Mirage III israelenses, utilizados pelo país durante a guerra.

A precedente guerra árabe-israelense de 1956, por ocasião da Crise do canal de Suez, resultara em uma derrota militar, mas uma vitória política capital para o Egito. Em seguida à renuncia dos Estados Unidos (sob pressões francesas e britânicas) a ajudar financeiramente a construção do Barragem de Assuã, o presidente egípcio, Gamal Abdel Nasser nacionalizou o Canal de Suez em 1956. As posses coloniais da França e do Reino Unido haviam então apoiado conjuntamente um ataque   israelense no Sinai até o Canal de Suez. Mas a condenação foi unânime no mundo. Os Estados Unidos, a União Soviética e a ONU concordaram com a retirada israelense e a URSS chegou a ameaçar a França e o Reino Unido com o uso de armas nucleares.
O sucesso de Nasser foi obter essa pressão diplomática dos Estados Unidos e da URSS para pressionar Israel a se retirar totalmente do Sinai. Em troca, Israel obteve a manutenção dos capacetes azuis da ONU no Sinai, para guardar a fronteira desmilitarizada. O Egito também aceitou encerrar as ações de guerrilha em solo israelense. Assim, na fronteira Israel-Egito, iniciou-se um período de calma sem precedentes desde 1948. Embora nenhum país árabe tivesse reconhecido a existência do Estado de Israel, a região se mantivera em equilíbrio, ainda que precário, desde 1956 — muito mais em razão da competição entre Egito, Síria e Jordânia do que por uma solução real dos problemas. Em plena Guerra Fria, Egito e Síria eram aliados da URSS de Khrushchov e do Bloco do Leste. Já a Jordânia era sustentada pelos Ocidentais. Muitos anos após o conflito, Israel construiu uma rede de adução de água, a partir do lago de Tiberíades. Em resposta, a Síria iniciou um plano de desvio de alguns rios (notadamente o Banias, um dos principais tributários do rio Jordão), a fim de que não mais alimentassem o lago.
Além disso, a Síria lançou repetidos ataques de artilharia pesada, a partir das colinas do Golan, contra os kibutzim israelenses do nordeste da Galileia. Apesar de Israel ter bombardeado as obras de desvio dos cursos d'água em 1964, a fronteira israelo-síria continuou marcada por grande tensão.

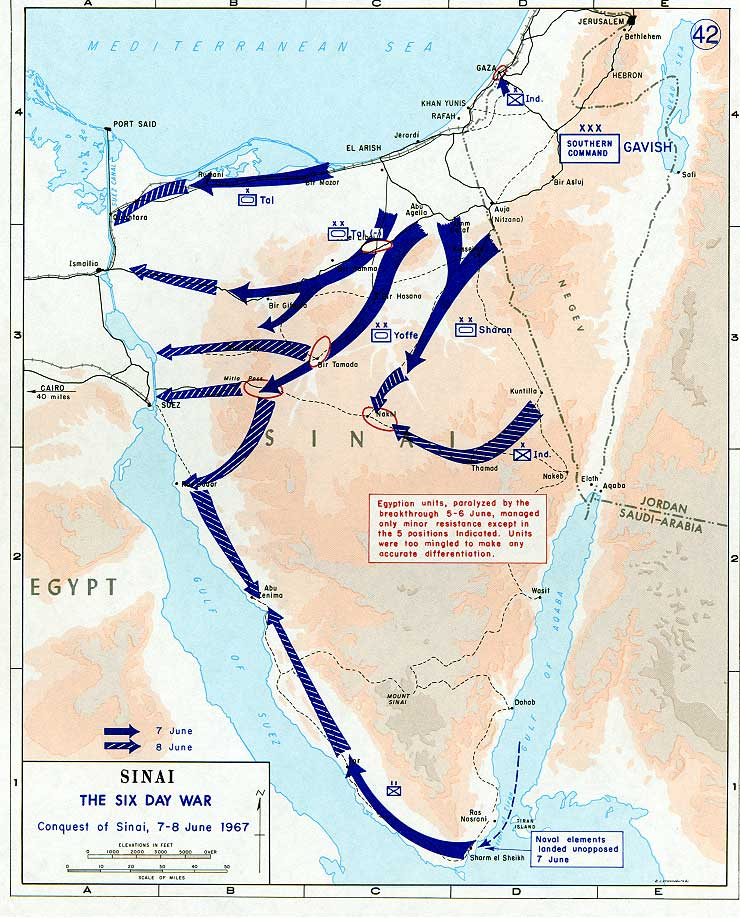
Esquema da conquista da península do Sinai durante a Guerra dos Seis Dias.

O primeiro passo para o desencadear da guerra deu-se em 7 de abril de 1967, quando Israel lançou um ataque contra posições da artilharia árabe e bases de resistência nas colinas de Golã. Durante a operação seis aviões sírios Mig foram abatidos pelos caças Dassault Mirage III de Israel, que voavam baixo sobre a capital da Síria, Damasco. Esta provocação inflamou as tensões entre os países árabes e Israel.
Contudo, o general e presidente do Egito, Gamal Abdel Nasser não foi perspicaz sobre uma guerra com Israel e tomou decisões que levavam a uma guerra fechada — um bloqueio para prevenir um provável ataque israelense.
Em maio de 1967, exércitos árabes começaram a juntar forças ao longo das fronteiras de Israel. Ao mesmo tempo Nasser ordenou um bloqueio no golfo de Aqaba. Enviou tropas para o deserto do Sinai e pediu aos Capacetes Azuis da ONU para partirem.
Em resposta a esta ação e ao apoio soviético, o exército israelense foi mobilizado. Egito, Síria e Jordânia declararam estado de emergência. Em 22 de maio, Nasser fechou o estreito de Tiran aos barcos de Israel, isolando a cidade portuária de Eilat.
Três dias mais tarde o exército do Egito moveu-se para as fronteiras com Israel. Em 30 de maio, a Jordânia juntou-se ao Pacto Egito-Síria, formando o Pacto de Defesa Árabe. Durante este período, a imprensa árabe teve um papel vital para a abertura das hostilidades. Jornais e rádios passavam constantemente propaganda contra Israel.

## Os seis dias

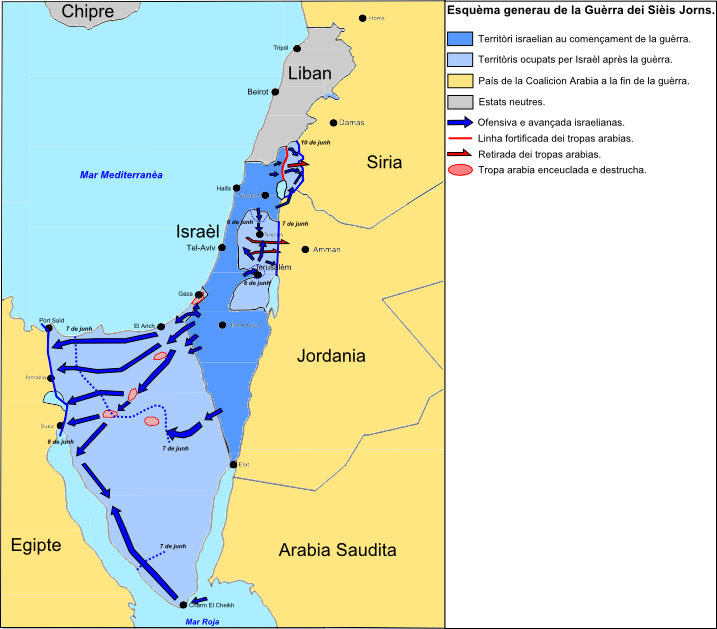
Os movimentos militares de Israel durante a guerra e, em azul claro, os territórios anexados como consequência do conflito.

Diante da ação árabe iminente, antes de a invasão começar, o governo e os líderes militares de Israel implementaram uma estratégia para furar o bloqueio militar imposto pelos árabes. Logo depois das 8h45 do dia 5 de junho, lançaram um ataque aéreo contra as forças árabes.
Este ataque aéreo, com o nome de código 'Moked', foi desenhado para destruir a Força Aérea do Egito enquanto esta estava no solo. Em três horas, a maioria dos aviões e bases estava destruída. Os caças israelenses operavam continuamente apenas voltando para se reabastecer de combustível e armamento em apenas sete minutos. Neste primeiro dia, os árabes perderam mais de 400 aviões; Israel perdeu 20. Esses ataques aéreos deram a Israel a hipótese de destroçar de forma desigual as forças de defesa árabes. A ideia inicial era somente deixar inoperante a base aérea egípcia, inviabilizando a decolagem de qualquer avião militar, onde obtiveram êxito. Em seguida, as forças terrestres de Israel deslocaram-se para a península do Sinai e Faixa de Gaza, onde atacaram unidades egípcias. Em ao menos três episódios distintos, Israel atacou também tropas e veículos da UNEF (Força de Emergência das Nações Unidas), que estavam no lugar para assegurar a paz entre Egito e Israel. Quinze Capacetes Azuis foram mortos nos ataques, inclusive o sargento brasileiro Carlos Adalberto da Ilha Macedo.

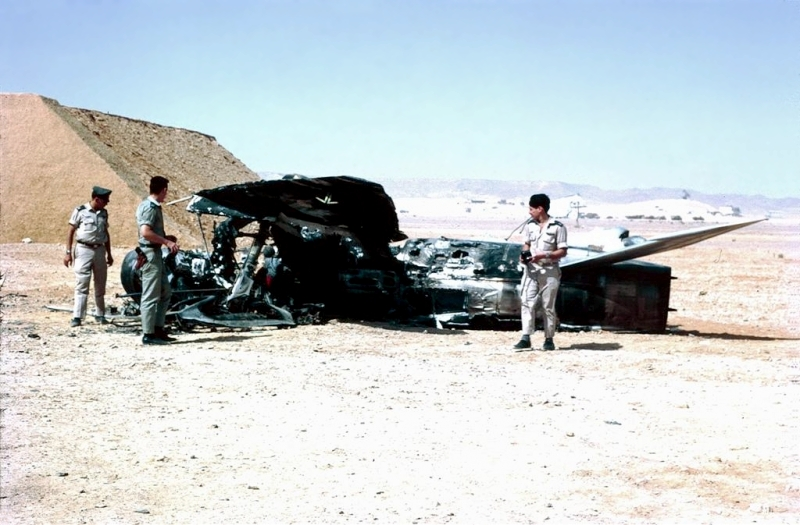
Militares israelenses ao lado de uma aeronave árabe destruída, em 1967.

O primeiro-ministro de Israel, Levi Eshkol, enviou uma mensagem ao rei Hussein da Jordânia: "Não empreenderemos ações contra a Jordânia, a menos que seu país nos ataque". Mas na manhã do 2º dia, Nasser telefonou a Hussein, encorajando-o a lutar. Ele disse a Hussein que o Egito tinha saído vitorioso no combate da manhã — um engano de Nasser que provocou uma derrota esmagadora da Jordânia, mas que conseguiu impedir que Israel tomasse Amã.

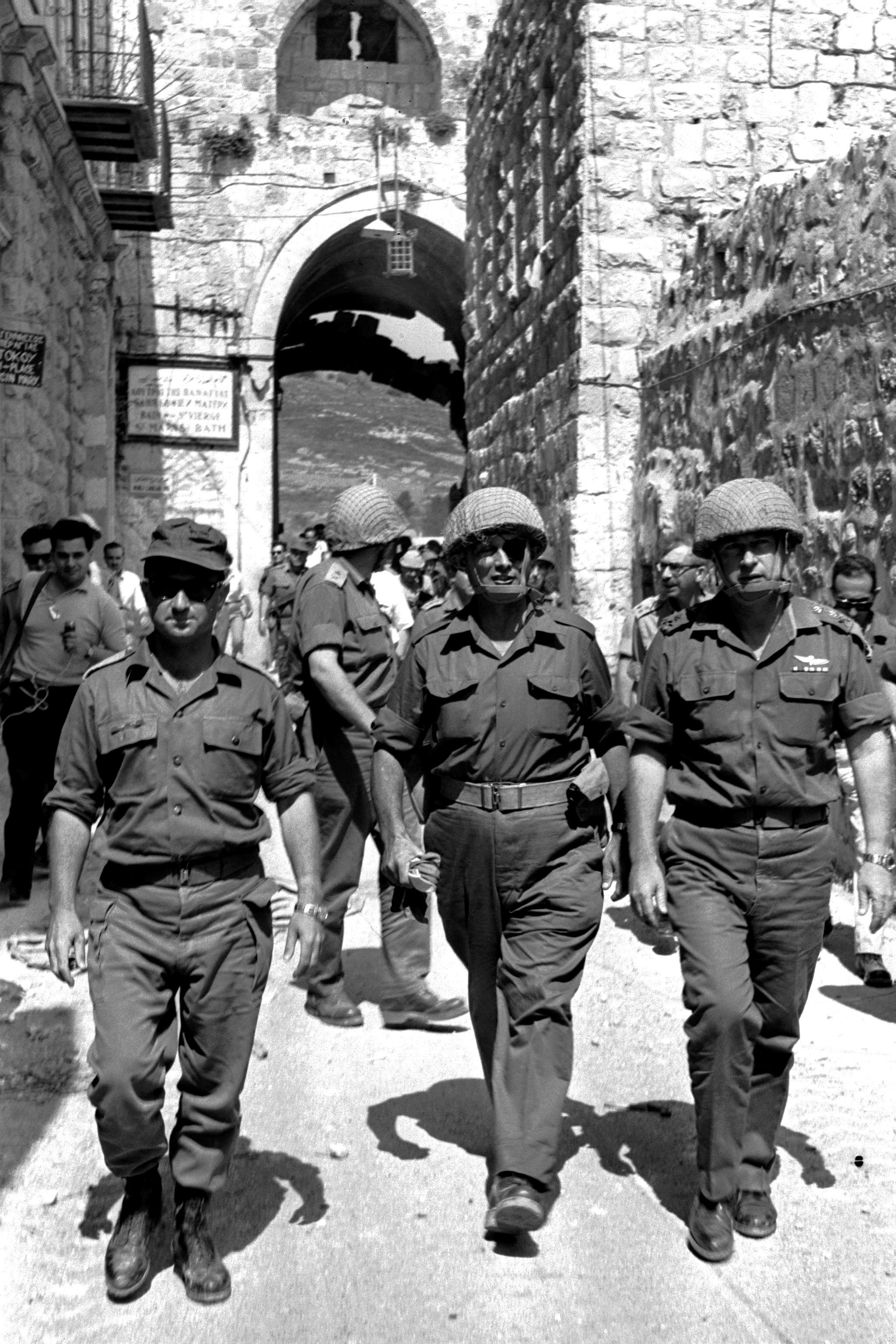
Oficiais de alta patente do exército israelense na Cidade Velha de Jerusalém: generais Uzi Narkiss, Moshe Dayan e Yitzhak Rabin.

No mesmo dia, às 11h00, tropas da Jordânia atacaram Israel a partir de Jerusalém, com morteiros e artilharia. Com o controle total dos céus, as forças israelenses em terra estavam livres para invadir o Egito e a Jordânia. Por causa disto, os reforços árabes que foram enviados tiveram sérios contratempos, o que permitiu que os israelenses tomassem grande parte da cidade dos jordanos em apenas 24 horas.
No terceiro dia da guerra, 7 de junho, as forças jordanianas foram empurradas para a Cisjordânia, atravessando o rio Jordão. Israel tinha anexada toda a Cisjordânia e Jerusalém, entrando e reunificando a cidade.
A Organização das Nações Unidas, sob pressão americana, inicia apelo e negociações com os países árabes envolvidos já prevendo um super-rearmamento desses países pelos soviéticos, face às perdas havidas, além da possível entrada de mais países muçulmanos nessa guerra, podendo a situação ficar desproporcional e incontrolável. Felizmente conseguiu-se de início um acordo de cessar-fogo entre Israel e a Jordânia que entra em vigor nessa tarde. Após o cessar-fogo, o grande contingente de tropas e tanques de Israel foi dirigido contra as forças do Egito no deserto do Sinai e Faixa de Gaza. As Forças de Defesa de Israel atacaram com três divisões de tanques, paraquedistas e infantaria.
Conscientes de que a guerra somente poderia durar poucos dias face aos apelos da ONU, onde era essencial uma vitória rápida e domínio de territórios limítrofes, apesar de poder haver uma reação, os israelenses concentraram todo o seu poder através das linhas egípcias no deserto do Sinai.
Em 8 de junho, os israelenses começam o seu ataque no deserto do Sinai e, sob a liderança do general Ariel Sharon, empurraram os egípcios para o canal do Suez. No final do dia, as Tzahal alcançaram o canal e a sua artilharia continuou a batalha ao longo da linha de frente, enquanto a força aérea atacava as forças egípcias, que, em retirada, tentavam recuar utilizando as poucas estradas não controladas. No final do dia, os israelenses controlavam toda a Península do Sinai e, em seguida, o Egito, por intervenção da ONU, aceitou um cessar-fogo com Israel.

Tanques israelenses nas colinas de Golã, em 1967.

Às primeiras horas do mesmo dia 8 de junho, Israel bombardeou acidentalmente o navio de guerra americano USS Liberty, ao largo da costa de Israel, que havia sido confundido com um barco de tropas árabes. 34 americanos morreram. Isso obrigou Israel a anteceder sua aceitação aos acordos de cessar-fogo pela ONU que resultaria em poucos dias.
Com o Sinai sob controle, Israel começa o assalto às posições sírias nas colinas de Golã, no dia 9 de junho. Foi uma ofensiva difícil devido às bem entrincheiradas forças sírias e ao terreno acidentado. Israel envia uma brigada blindada para as linhas da frente, enquanto a infantaria atacava as posições sírias, e ganha o controle das colinas, hoje divididas com tropas sírias e da ONU.
Às 18h30 do dia 10 de junho, a Síria retirou-se da ofensiva faces ao apelo da ONU e foi assinado o armistício, apesar dos soviéticos iniciarem um rearmamento ao estado sírio.
Era o fim da guerra nos campos de batalha e o início da guerra burocrática nas dependências da ONU, como tais países o assinaram. Mas alguns resultados se estenderam por anos posteriores.

## Consequências da guerra
A Guerra dos Seis Dias foi uma derrota para os Estados Árabes, que perderam mais de metade do seu equipamento militar. A Força Aérea da Jordânia foi completamente destruída. Os árabes sofreram 18 000 baixas, enquanto do lado de Israel houve 766.
No dia seguinte à conquista da península do Sinai, o presidente Nasser do Egito, resignou do cargo por causa da derrota (embora depois voltasse atrás na sua decisão). Contudo, esta derrota não mudou a atitude dos Estados Árabes em relação a Israel. Em agosto de 1967, líderes árabes reuniram-se em Cartum e anunciaram uma mensagem de compromisso para o mundo: não às negociações diplomáticas e reconhecimento do Estado de Israel, que lhes havia causado um grande prejuízo. Tal guerra amplificou muito a aversão do mundo islâmico a Israel, até países que nunca tiveram atrito com ele acabaram por cortar relações em definitivo com este, assim como praticamente todos os países árabes, além do uso da religião islâmica na luta contra Israel.
Quanto a Israel, teve resultados consideráveis como consequência da guerra. As fronteiras sob controle eram agora maiores e incluíam as colinas de Golã (controle dividido com os sírios), a Cisjordânia ("Margem Ocidental") e a península do Sinai com controle dividido com os egípcios. O controle de Jerusalém foi de considerável importância para o povo judeu por causa do valor histórico e religioso, já que a cidade foi judaica há cerca de 2 000 anos atrás, quando os romanos expulsaram os judeus. Depois, com o passar dos séculos, Jerusalém esteve quase sempre sob o controle de grandes impérios, como o Bizantino, o Otomano e o Britânico, sendo que, apenas após a guerra, voltaria totalmente ao controle de um estado judeu. A vitória na guerra causou ainda uma nova onda de fervor patriótico em Israel e um boom econômico, com doações e investimentos crescendo de forma recorde nos anos seguintes. Também houve um aumento populacional expressivo, especialmente por causa de novas ondas migratórias (do Ocidente e dos judeus soviéticos).
Por causa da guerra iniciou-se a fuga dos palestinos das suas casas. Como resultado, aumentou o número de refugiados na Jordânia, EAU e demais países fronteiriços, principalmente o Líbano. O conflito criou 350 000 refugiados, que foram rejeitados por alguns estados árabes vizinhos. Tais refugiados tem constantemente atacado isoladamente e de forma localizada o estado de Israel, desde a Cisjordânia, Faixa de Gaza e até ao sul do Líbano. E resulta do apoio bélico de alguns países muçulmanos como do Iraque e do Irã entre outros.
Com os israelenses controlando a margem oriental do Canal de Suez, essa via naval permaneceu fechada de 1967 até 1975. Quinze navios que cruzavam o canal quando a guerra estourou ficaram encalhados no Grande Lago Amargo e no Lago Timsah durante esses 8 anos, sendo chamados de Frota Amarela devido a areia que se acumulou neles.
E principalmente as consequências refletem nos ataques a países que deram apoio tático, bélico e financeiro ao Estado de Israel, tal qual teve início os ataques terroristas pelo mundo com o apoio da OLP (como o Massacre de Munique de 1972), a estados como o americano, espanhol e inglês entre outros, além de inúmeros atentados terroristas em cidades israelenses.

## Resolução 242 das Nações Unidas
Em Novembro de 1967, as Nações Unidas aprovaram a Resolução 242, que determina a retirada de Israel de territórios ocupados e a resolução do problema dos refugiados. Israel não cumpriu a resolução, alegando que só negocia a desocupação dos territórios se os estados árabes reconhecerem o Estado de Israel, apesar de dividir controles com esses países vizinhos. Os líderes árabes em Cartum afirmam que a Resolução 242 não é mais do que uma lista de desejos internacionais. Uma crítica contra essa posição dos países árabes, no entanto, reside no fato de os próprios usarem a Resolução 242 como "arma legal" contra o Estado de Israel, sendo que nem mesmo eles a aceitaram por muitas décadas.